# Pablo Pozo
Pablo Antonio Pozo Quinteros (Xile, 27 de març del 1973), més conegut simplement com a Pablo Pozo, és un àrbitre de futbol xilè. Pozo és àrbitre internacional FIFA des de 1999. Ha dirigit partits en grans esdeveniments com la Copa Confederacions 2009. El febrer del 2010 va ser assignat per arbitrar al Mundial 2010, esdevenint el primer xilè en arbitrar un mundial des del 1998. El seu germà gran, Mauricio, és un futbolista internacional xilè.